# Wybitny Polak
Wybitny Polak – coroczny konkurs odbywający się w Polsce i za granicą. Powstał z inicjatywy Fundacji Polskiego Godła Promocyjnego „Teraz Polska”, aby zaprezentować osoby, które przyczyniają się do pozytywnego wizerunku Polski i Polaków.

## Historia
Pierwsza edycja konkursu „Wybitny Polak” została przeprowadzona w 2010 roku. W 2011 konkurs został rozszerzony na etapy zagraniczne oraz podzielony na 5 kategorii: Biznes, Kultura, Nauka, Osobowość, „Młody Polak”. Obecnie konkurs odbywa się równolegle w Polsce i za granicą, m.in. w USA, Belgii, Norwegii, Singapurze, Szkocji, Holandii i Francji. Za przeprowadzenie zagranicznej edycji konkursu odpowiadają komitety organizacyjne, które są tworzone przez lokalną społeczność i organizacje polonijne.

## Nagrody
Wszyscy laureaci wyłonieni w etapach regionalnych otrzymują honorowy tytuł „Wybitnego Polaka” w danym kraju, pamiątkową statuetkę i dyplom.

Spośród laureatów zagranicznych edycji regionalnych oraz kandydatów wskazanych przez organizacje krajowe, Kapituła Godła „Teraz Polska” dokonuje wyboru laureatów konkursu „Wybitny Polak”. Wygrani otrzymują statuetki „Wybitnego Polaka” podczas uroczystej, finałowej Gali „Teraz Polska” w Warszawie.

## Laureaci Honorowi
- Lech Kaczyński (2012, pośmiertnie)
- Aleksander Kwaśniewski (2012)
- Lech Wałęsa (2012)
- Tadeusz Mazowiecki (2013)
- Jerzy Buzek (2013)
- Bronisław Komorowski (2024)[1]

## Laureaci

### I edycja (2010)
- Wojciech Kilar
- Hilary Koprowski

### II edycja (2011)
- Maria Siemionow
- Jacek Jassem
- Adam Małysz

### III edycja (2012)
- Wiesław L. Nowiński
- Henryk Skarżyński

### IV edycja (2013)
- Rafał Olbiński
- Krzysztof Penderecki

### V edycja (2014)
Ceremonia wręczenia statuetek „Wybitny Polak” odbyła się 9 czerwca 2014 w Teatrze Wielkim w Warszawie.
Laureatami zostali:
- Janusz Lewandowski
- Andrzej Wajda
- Marek Belka

### VI edycja (2015)
Ceremonia wręczenia statuetek „Wybitny Polak” odbyła się 8 czerwca 2015 w Teatrze Wielkim w Warszawie.

Laureatami zostali:
- Jan Kulczyk
- Zygmunt Solorz-Żak
- Waldemar Dąbrowski

### VII edycja (2016)
Uroczystość wręczenia statuetek „Wybitny Polak” odbyła się 30 maja 2016 w Teatrze Wielkim w Warszawie.
Laureatami zostali:
- Irena Eris
- Elżbieta Wysoczańska (Elisabeth Visoanska)[5]
- Krzysztof Matyjaszewski

### VIII edycja (2017)
Uroczystość wręczenia statuetek „Wybitny Polak” odbyła się 29 maja 2017 w Teatrze Wielkim w Warszawie.
Laureatami zostali:
- Jan A.P. Kaczmarek
- Krzysztof Pastor

### IX edycja (2018)
Ceremonia wręczenia statuetek „Wybitny Polak” odbyła się 18 czerwca 2018 w Teatrze Wielkim w Warszawie.
Lauretami zostali:
- Michał Heller
- Jerzy Skolimowski
- Kamil Stoch

### X edycja (2019)
Ceremonia wręczenia statuetek „Wybitny Polak” odbyła się 3 czerwca 2019 w Teatrze Wielkim w Warszawie.
Laureatami jubileuszowej edycji zostali:
- Marcin Gortat
- Andrzej Pągowski
- Krzysztof Zanussi

### XI edycja (2023)
Ceremonia wręczenia statuetek „Wybitny Polak” odbyła się 29 maja 2023 w Filharmonii Narodowej w Warszawie.
 
Laureatami zostali:
- Andrzej Krakowski
- Iga Świątek

### XII edycja (2024)
Ceremonia wręczenia statuetek „Wybitny Polak” odbyła się 3 czerwca 2024 w Filharmonii Narodowej w Warszawie.

Laureatem został:
- Mirosław Ząbek